# Konrad Ignatowski
Konrad Ignatowski (ur. w 1977 w Białymstoku) – polski aktor filmowy, teatralny i dubbingowy, lektor, lalkarz.

## Kariera
Na stałe związany z teatrem Teatrem Lalek Banialuka w Bielsku-Białej (od 2001).
Absolwent Akademii Teatralnej im. Aleksandra Zelwerowicza w Warszawie wydział Sztuki Lalkarskiej w Białymstoku w latach 1997–2001.
Współpracujący jako aktor dubbingowy z IZ-Text, polskim studiem dubbingowym w Katowicach, oraz jako lektor ze Studiem Lektorskim Polskiej Spółki Medialnej Ad.point – Studio w Katowicach, obecnie Eurozet.

## Polski dubbing

### Filmy
- 2007: Johnny Kapahala: Z powrotem na fali – Johnny „Pono” Kapahala

### Seriale
- 2009: Zeke i Luther – Kojo
- 2009: Jimmy Cool – Reporter
- 2008: Iron Man: Armored Adventures –
  - T’Challa/Czarna Pantera,
  - Nick Fury
- 2008: Transformers Animated – Prowl
- 2007: Iggy Arbuckle – Jiggers
- 2007: Mroczna przepowiednia – Emmet
- 2004–2006: W.I.T.C.H. Czarodziejki –
  - Blunk,
  - Matt